# Estadio Dino Manuzzi
El Estadio Dino Manuzzi es un estadio de fútbol ubicado en Cesena (Italia), más precisamente en La Fiorita, al este de la ciudad. Se inauguró en 1957 y es sede del club Cesena FC.
El 10 de septiembre de 2011, fue el primer estadio en albergar un juego en la Serie A de Italia de césped sintético. Tiene capacidad para 23 860 espectadores.